# Шемякин, Михаил Фёдорович
Михаил Фёдорович Шемякин (21 октября 1875 — 3 декабря 1944) — российский и советский художник.
Внук фабриканта Алексея Абрикосова, зять музыканта Ивана Гржимали (написал портреты обоих).

## Биография

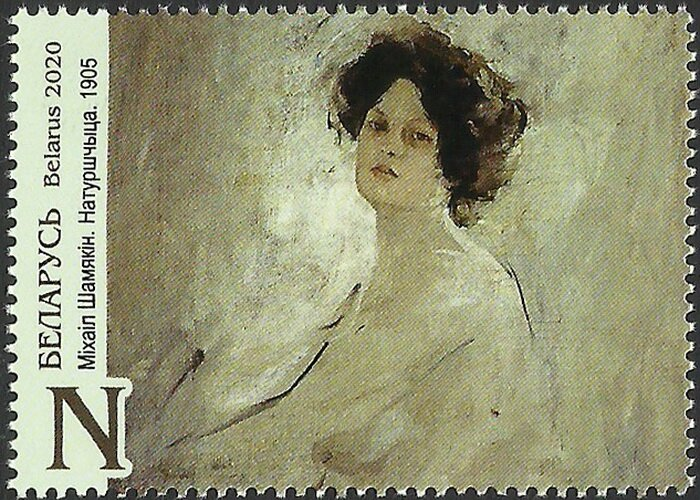
«Натурщица», 1905. Национальный художественный музей Республики Беларусь

Окончил Московское училище живописи, ваяния и зодчества (1899), где занимался, прежде всего, под руководством Валентина Серова и Константина Коровина. Затем совершенствовал своё мастерство в Мюнхене в мастерской Антона Ажбе.
С 1904 года участвовал в выставках Товарищества передвижных художественных выставок, в 1908 году стал его членом. В пореволюционные годы преподавал живопись и рисунок в различных учебных заведениях.
В 1906—1914 годах неоднократно посещал Чехию. В 1913 году основал собственную художественную студию в Москве. В 1914—1915 годах преподавал рисунок в школе живописи и рисования С. Ю. Жуковского.
После революции последовательно преподавал в Государственных свободных художественных мастерских, ВХУТЕМАСе, ВХУТЕИНе (1918—1929). Принимал активное участие в организации рабфака искусств в Москве, где заведовал изоотделением, а также вел рисунок и живопись. В 1929—1934 преподавал в Московском высшем инженерно-строительном институте, Московском институте инженеров транспорта и Военно-инженерной Академии РККА. С 1934 — в Московском полиграфическом институте и Московском государственном художественном институте. Работал над учебным пособием «Методическое руководство по рисунку и живописи».
Похоронен на Введенском кладбище (12 уч.).

### Семья
Женился на дочери профессора Московской консерватории А. И. Гржимали, в 1905 году у них родился сын Федор, а в 1908 году у них родился сын Михаил.